# Tubercolina
Tubercolina è il nome dato ad estratti, totali o parziali, di bacilli tubercolari adoperati come antigeni per la diagnosi dell'infezione tubercolare (TBC) nell'uomo, nei bovini e negli animali da laboratorio.

## Storia

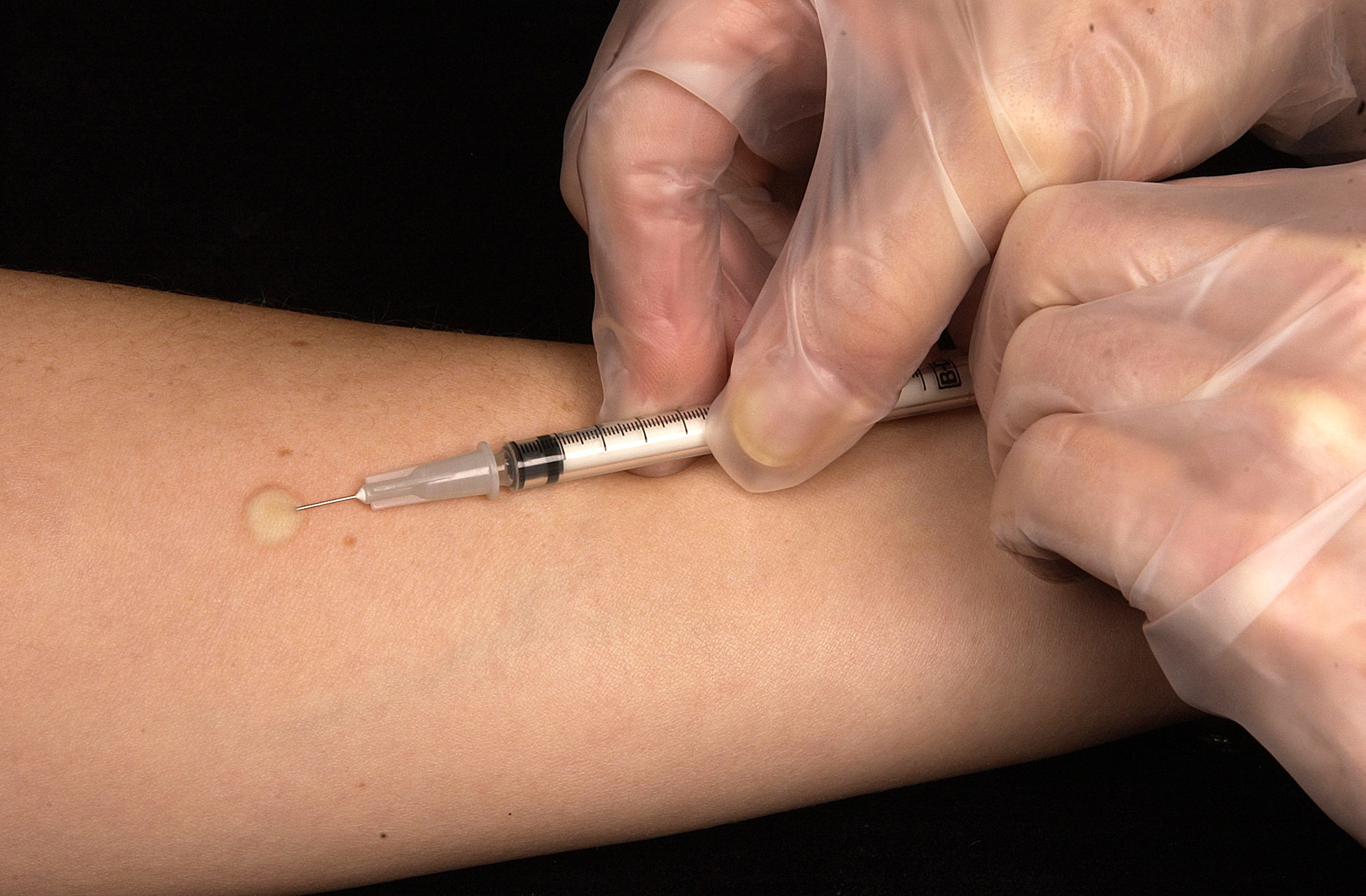
Test di Mantoux

### Fenomeno di Koch
L'esistenza della tubercolina fu ipotizzata per la prima volta nel 1890 dallo scienziato tedesco Robert Koch allorché osservò un fenomeno che da lui prende il nome. Koch osservò che l'iniezione di bacilli tubercolari in una cavia sana, ossia una cavia che non era mai venuta in contatto con l'agente della TBC prima di allora, determinava, dopo un periodo di incubazione di 10-14 giorni, un nodulo che successivamente si ulcerava e dal quale i bacilli si diffondevano per tutto l'organismo. Al contrario, una seconda iniezione di bacilli tubercolari in una cavia che fosse già stata infettata 4-6 settimane prima, determinava anch'essa la formazione di un nodulo; rispetto alla prima iniezione, tuttavia, il nodulo compariva più velocemente, dopo soli 1-2 giorni (il che era indizio di ipersensibilità), e non si ulcerava, ma rimaneva localizzato e tendeva a guarire (il che era indizio di immunità acquisita). La reazione osservata in seguito alla seconda iniezione di bacilli è nota come "fenomeno di Koch".

### Tubercolina vecchia
Koch scoprì che le reazioni osservate dopo l'iniezione di bacilli nella cavia tubercolotica (nodulo precoce e localizzato) si osservavano anche se venivano inoculati bacilli morti o estratti di bacilli. In particolare, si osservavano con estratti glicerinati di colture di vari ceppi di Mycobacterium tuberculosis, preparati a caldo e sterilizzati, da cui si otteneva un liquido vischioso e di colore bruno a cui Koch diede il nome di "tubercolina". In seguito vennero ideati altri metodi per produrre sostanze con le caratteristiche della tubercolina di Koch. La tubercolina estratta con la procedura di Koch viene chiamata in italiano "tubercolina vecchia" (TV). La "tubercolina vecchia" fu utilizzata fin dal 1906 nella diagnosi di TBC per mezzo di una tecnica messa a punto dal pediatra austriaco Clemens von Pirquet; la prova («cutireazione di von Pirquet») consisteva nell'applicare una goccia di TV su di una scarificazione praticata sulla cute.

### Derivato proteico purificato
Attorno agli anni sessanta la tubercolina vecchia venne sostituita dalla tubercolina «PPD» ("Purified Protein Derivative", in italiano: "Derivato Proteico Purificato) ottenuta per frazionamento chimico della tubercolina vecchia. La PPD si ottiene da frazioni solubili in acqua, preparate scaldando al vapore libero e successivamente filtrando le colture del bacillo di Koch che si sono sviluppate in un substrato liquido sintetico. La frazione attiva del filtrato, proteica, viene isolata per precipitazione, lavata e nuovamente diluita e addizionata con sostanze antimicrobiche, come per es. il fenolo, che non danno luogo a reazioni falsamente positive.

## Unità di misura
Per standardizzare le dosi di tubercolina, TV o PPD, da somministrare nel test di Mantoux è stata introdotta una unità di misura detta Unità Tubercolinica («UT»). Una UT corrisponde a 0,1 ml di una soluzione 1:10000 di VT o a 0,000028 mg di PPD.